# Echoplex (delay)
Ne doit pas être confondu avec Echoplex (chanson).

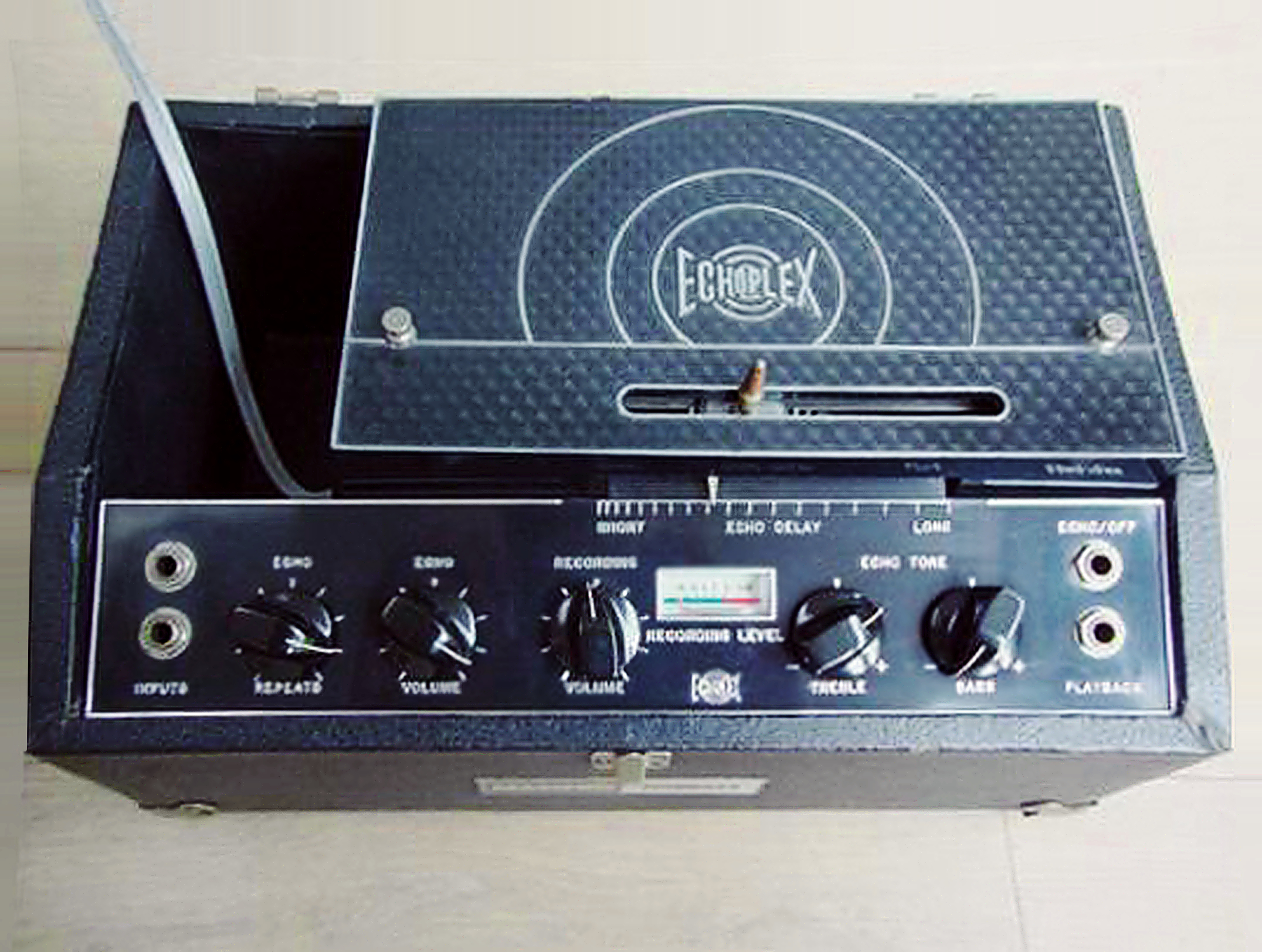
Un Echoplex EP-4.

L’Echoplex est un delay à bande magnétique, créé pour la première fois en 1959. Conçu par Mike Battle, l'Echoplex est utilisé principalement à la guitare. En plus du delay, il comporte un préampli qui colore le signal entrant. 